# Pueblo nkole
El pueblo nkole (también conocido como ankole, nkore, ankore, nyankole) habita el territorio situado entre los lagos Edwardo y Victoria, en el suroeste de Uganda y noroeste de Tanzania. Nkole también es el nombre de su reino histórico. En su conformación estuvieron involucrados diversos grupos étnicos que terminaron por compartir la lengua nyankole (bantú). Los más influyentes fueron los guerreros hima, los pastores tutsi y los agricultores hutu. El pueblo nkole alcanzó el millón y medio de habitantes del siglo XX.

## Idioma

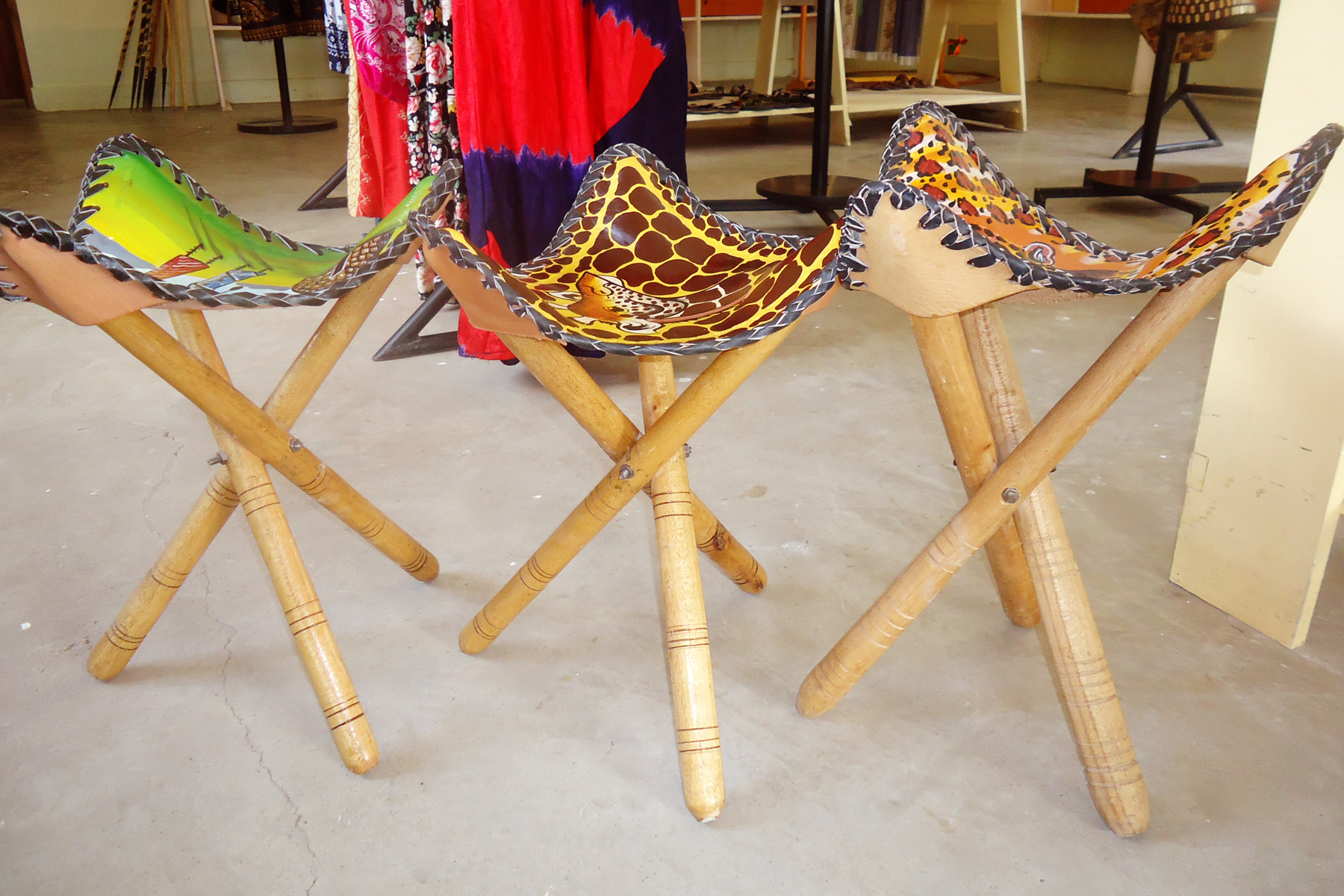
Taburetes construidos por artesanos nkole

El pueblo nkole habla la lengua nyankore, codificada dentro de las lenguas bantúes de los Grandes Lagos. Idioma que cuenta con 3.879.000 hablantes en África.

## Sociedad

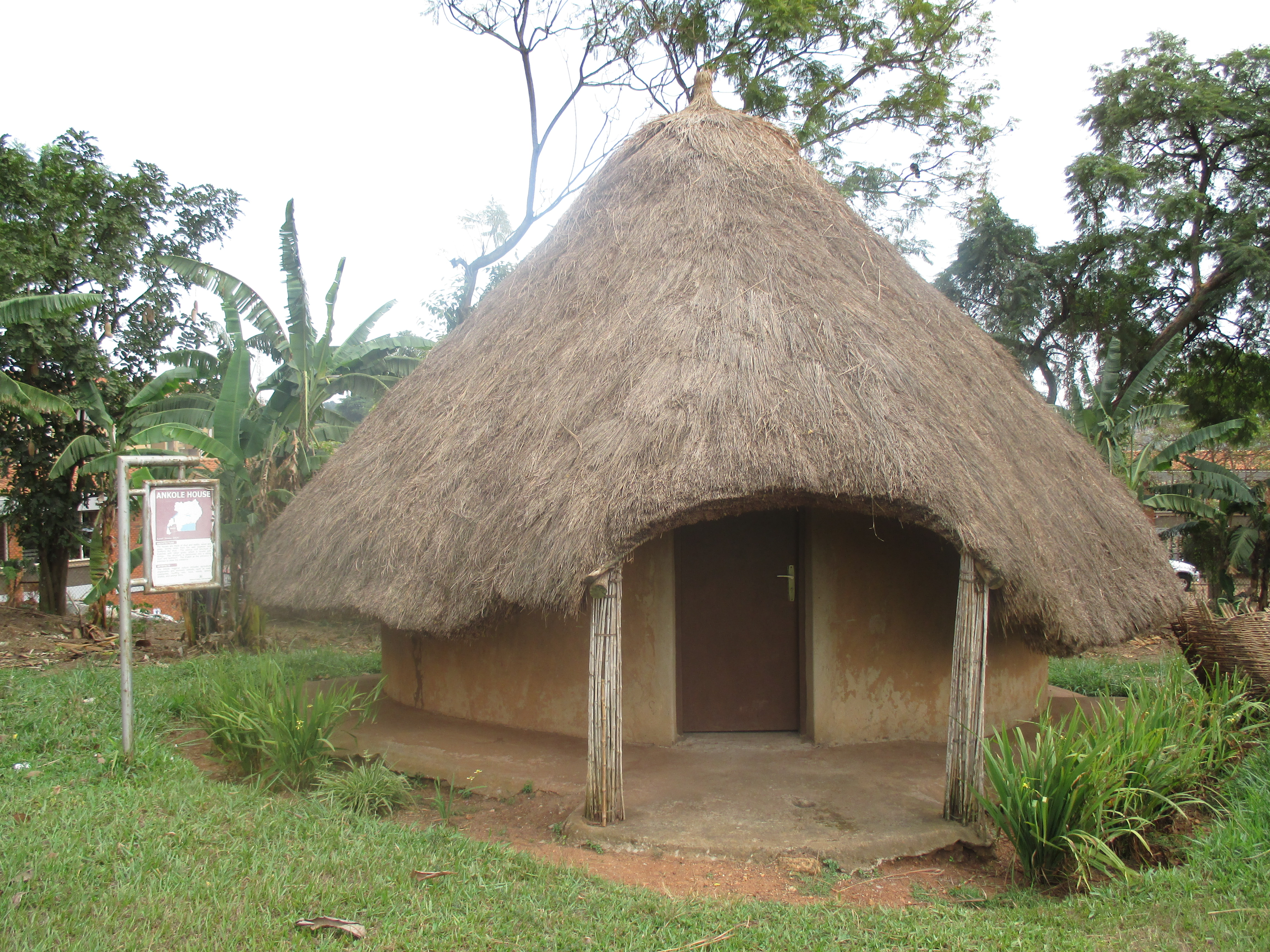
Vivienda tradicional del pueblo nkole

La sociedad nkole se dividió en dos castas, los señores, o hima, eran en su mayoría tutsi, y un grupo subordinado formado principalmente por hutu, procedentes de la cultura iro.

## Historia

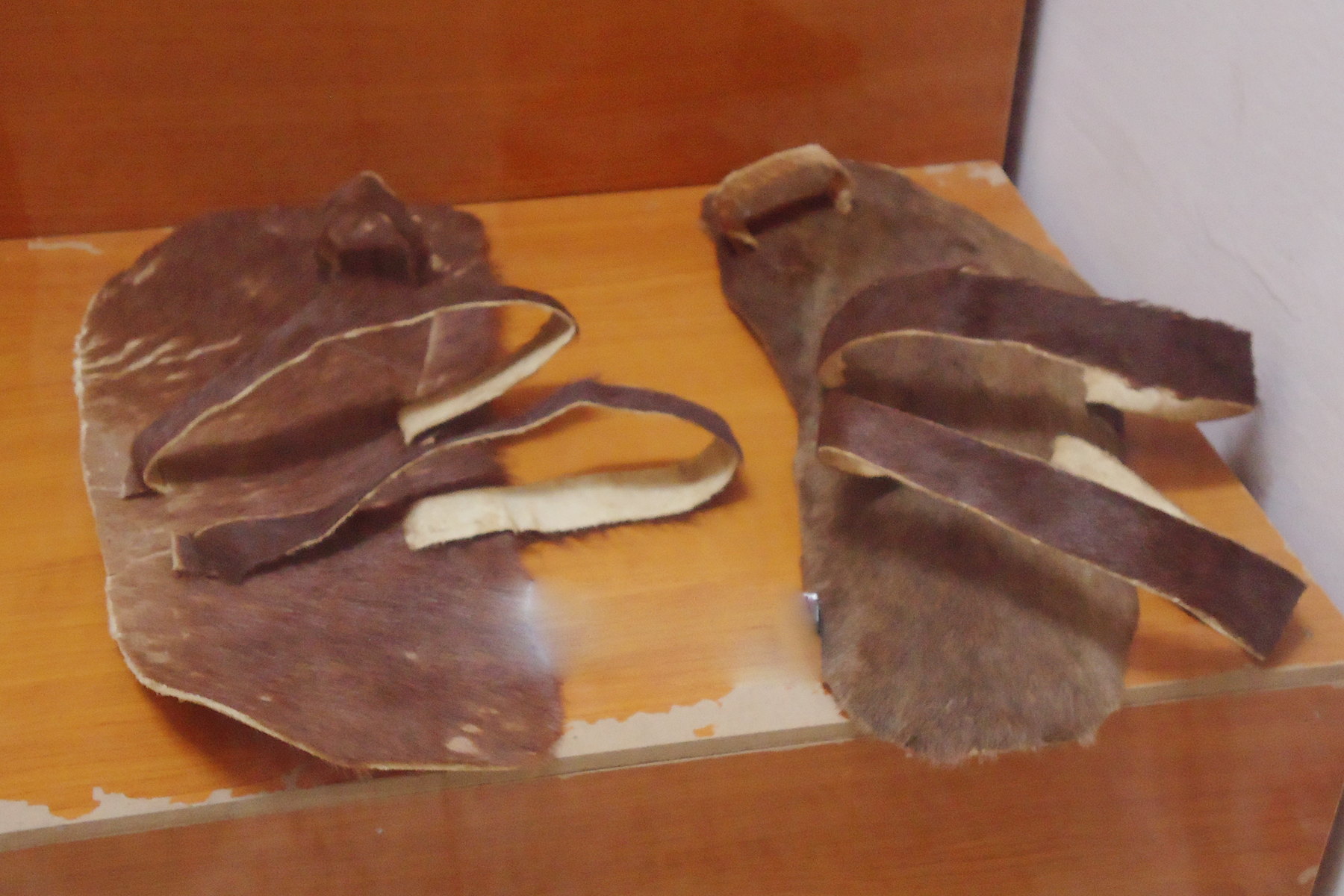
Sandles

A principios del siglo XV, los grupos tutsi emigraron hacia el sur, expulsados de sus tierras por invasores que hablaban luo llegados del norte. Al encontrar pastos adecuados para su ganado, los tutsi se establecieron en todo Nkole, viviendo en aldeas y sobreviviendo casi exclusivamente de los productos de sus rebaños. Los hutu eran descendientes de los pueblos originarios de habla bantú que se trasladaron a la zona durante el primer milenio. Vivían en asentamientos permanentes de 40 a 100 granjas, donde cultivaban varios cultivos, incluido el mijo. Aunque los tutsi y los hutu de Nkole compartían una cultura común, se les prohibió casarse entre ellos.
Al comienzo, las familias de origen hima se organizaron en aldeas dispersas que vivían del producto de su ganado. Su mejor organización les permitió dominar a los iru (hutu).
El pequeño estado nkole se organizó como reino encabezado por un rey (mugabe) con poderes absolutos. Contaba con un juramento de lealtad de todos los jefes hima, que se encargaban de recoger tributos de las aldeas iru.
En el siglo XV dominaron el complejo Ruhinda y hacia finales del XVIII se consolidó como reino autónomo. En su dinámica de crecimiento y expansión fundó los estados de Ankolé (Uganda), Buhweju y Bunyaruguru, en el norte del valle bajo del río Kagera y también en tierras del noreste de Tanzania.

## Economía

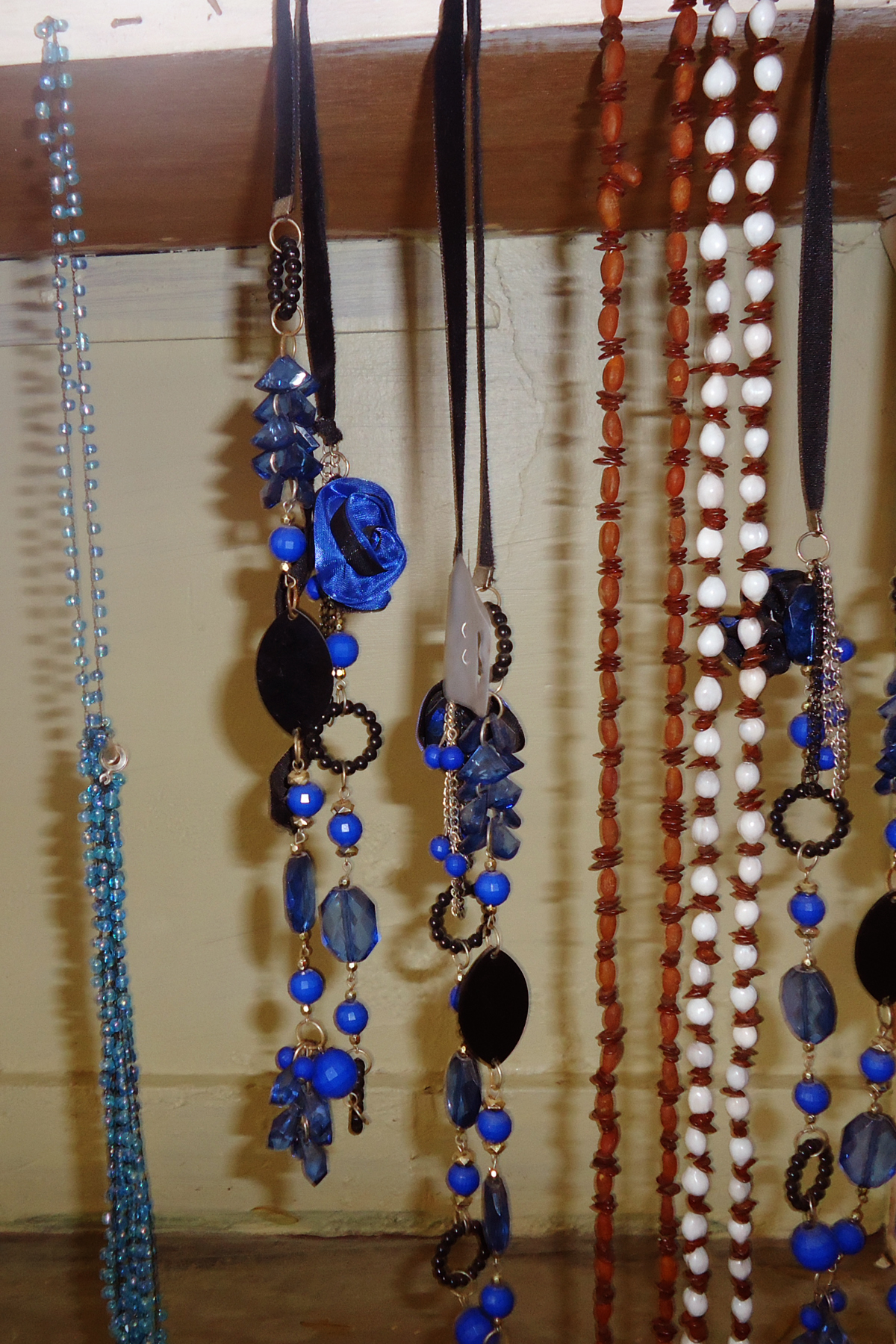
Necklaces(Ankole)

Son ganaderos. Practican una agricultura de subsistencia y poseen plantaciones de café y té.